# Menesia laosensis
Menesia laosensis är en skalbaggsart som beskrevs av Stefan von Breuning 1963. Menesia laosensis ingår i släktet Menesia och familjen långhorningar.
Artens utbredningsområde är Laos. Inga underarter finns listade i Catalogue of Life.